# Krîvi Kolina, Talne
Krîvi Kolina (în ucraineană Криві Коліна) este localitatea de reședință a comunei Krîvi Kolina din raionul Talne, regiunea Cerkasî, Ucraina.

## Demografie
Componența lingvistică a localității Krîvi Kolina
     Ucraineană (97,21%)
     Rusă (2,51%)
Conform recensământului din 2001, majoritatea populației localității Krîvi Kolina era vorbitoare de ucraineană (97,21%), existând în minoritate și vorbitori de rusă (2,51%).